# Cerkiew Opieki Matki Bożej w Żabince
Cerkiew Opieki Matki Bożej – prawosławna cerkiew parafialna w Żabince na Białorusi, w dekanacie żabineckim eparchii brzeskiej i kobryńskiej Egzarchatu Białoruskiego Patriarchatu Moskiewskiego.
Cerkiew znajduje się przy ulicy Komsomolskiej 82.

## Historia
Świątynię zbudowano w 1885 r.

## Architektura
Cerkiew została wzniesiona w stylu bizantyjsko-rosyjskim z domieszką klasycyzmu, z drewna pomalowanego na niebiesko, orientowana, na planie krzyża. Na elewacji świątyni widnieją różne drewniane zdobienia w postaci m.in. gzymsów czy pilastrów. Nad wejściem znajduje się jest półkolisty blaszany ganek. Dzwonnica-wieża składa się z dwóch części (dolna — 4-boczna, służąca także jako przedsionek, górna — 8-boczna, zwieńczona cebulastą kopułą). Dach świątyni jest czterospadowy a na nim osadzona 8-boczna, cebulasta kopuła. Obiekt posiada wejścia boczne. Prezbiterium w formie apsydy z pięciospadowym odachowaniem i z dwiema dobudówkami. Dach wykonany z blachy.

## Wnętrze
We wnętrzu znajduje się drewniany, złocony, dwurzędowy ikonostas.

## Galeria

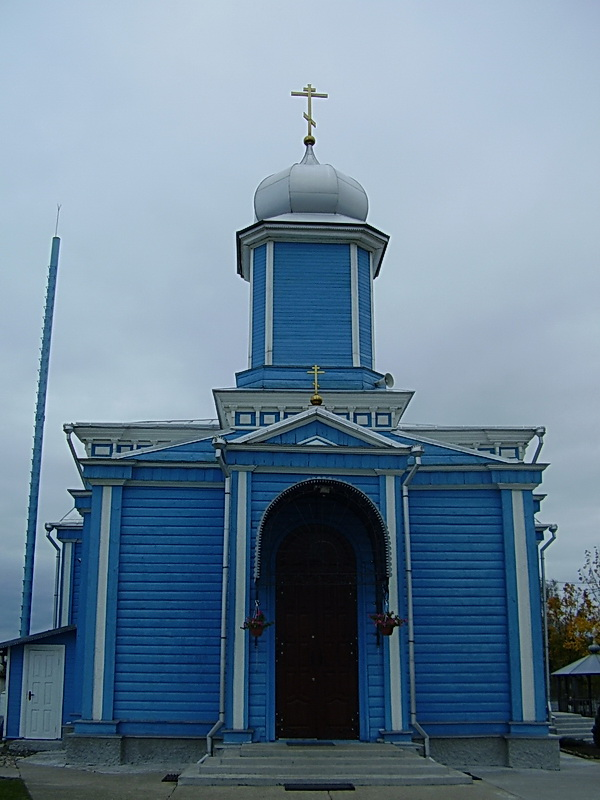
Fasada
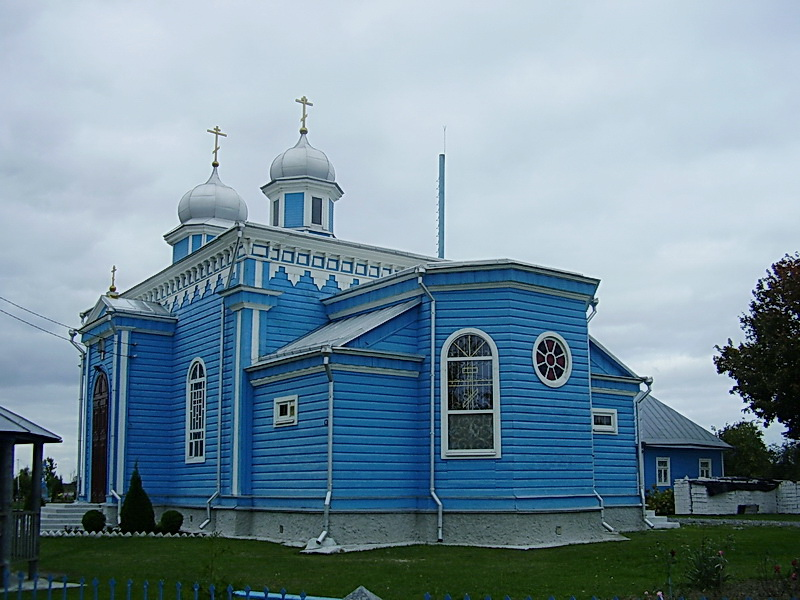
Widok na apsydę